# Orde van Mahendra Mala
De Orde van Mahendra Mala of Mahendramala Manapadvi is een Grote orde van het Koninkrijk Nepal. De orde wordt alleen aan staatshoofden toegekend en heeft een enkele graad. Er is geen lint want de orde wordt aan een keten gedragen.
Koning Mahendra Bir Bikram Shah Dev heeft de orde op 26 februari 1961 ingesteld.